# I ruggenti anni venti
I ruggenti anni Venti (The Roaring Twenties) è un film del 1939 diretto da Raoul Walsh.

## Trama

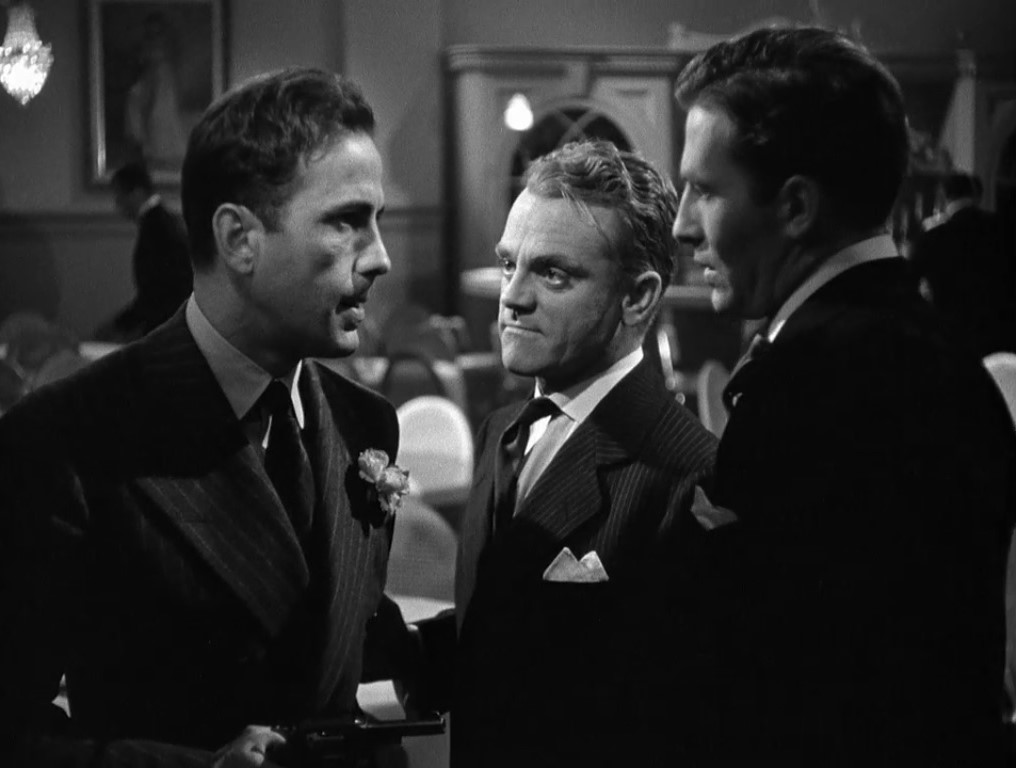
Da sinistra, Bogart, Cagney e Lynn in una scena del film

George Hally, Eddie Bartlett e l'avvocato Lloyd Hart sono tre reduci della grande guerra e vogliono rifarsi una vita. Eddie vorrebbe tornare a lavorare come meccanico ma nel suo vecchio garage non c'è più posto. Allora un suo vecchio amico, Danny Green, gli propone di entrare in società con lui facendo il tassista. Un giorno riceve una lettera con una foto da Jean Sherman, una sua fan e insieme a Danny va a casa della ragazza per conoscerla. Eddie rimane deluso: non si aspettava una ragazza così giovane e se ne va promettendole di rifarsi vivo dopo qualche anno. Un giorno, mentre è al lavoro, per un malinteso viene fermato dalla polizia con delle bottiglie di liquore che doveva consegnare al boss locale. Viene condannato a due mesi di carcere ma Danny, dopo un paio di giorni, gli paga la cauzione e lo fa uscire. Successivamente gli viene proposto di entrare nel giro del contrabbando di alcolici, commercio proibito in quegli anni. Una sera Eddie si reca in un teatro per riscuotere dei soldi da un cliente quando nota fra le ballerine Jean e la presenta ai suoi amici, proprietari di un locale, per un provino come cantante facendola assumere. Nello stesso locale lavora Panama Smith, una svampita bionda che da sempre è invaghita di lui e che s'ingelosisce. Intanto Jean frequenta Lloyd che lavora per Eddie. Nel frattempo Eddie entra in società con George e subito fanno un colpo da $ 250.000, rubando un carico di alcolici presso una distilleria statale. I due fanno guerra al clan di Nick Brown che un giorno fa uccidere Danny. Gli uomini di Eddie vanno allora in uno dei locali di Brown e nella sparatoria muoiono tre uomini, incluso Brown, benché avesse avuto una "soffiata" da George. Eddie a quel punto inizia a sospettare del suo socio. Una sera vede Jean insieme a Lloyd e, accecato dalla gelosia, lo prende a pugni per poi scusarsi. Decide a quel punto di uscire da quella vita: vuole riconquistare Jean e si separa da George intascando i $ 250.000 in cambio di oltre 2.000 taxi. Passano alcuni anni ma lui non se la passa bene, così ritorna a fare il tassista. Un giorno viene chiamato da una donna per una corsa: è Jean, che nel frattempo si è sposata con Lloyd dal quale ha avuto anche un figlio. Lloyd ha fatto carriera e lavora presso il procuratore distrettuale che sta indagando proprio su George. Un giorno Jean riceve minacce di morte da parte degli uomini di George poiché suo marito possiede delle carte compromettenti. A quel punto cerca Eddie e lo trova in un locale dove canta Panama. Jean gli chiede aiuto, vuole che vada da George per convincerlo a non uccidere Lloyd. Eddie inizialmente rifiuta ma poi ci ripensa e va da George che lo minaccia di morte; Eddie a quel punto sfila il revolver a uno degli uomini e spara uccidendo George e altri uomini; subito dopo viene a sua volta colpito a morte.

## Distribuzione

### Edizione italiana
L'edizione italiana del film fu trasmessa direttamente in televisione, l'11 aprile 1980 su Rete 1, all'interno della rassegna Una pistola e un bacio: l'America spavalda di James Cagney. Il doppiaggio fu eseguito dalla C.D. senza utilizzare la colonna internazionale, e quindi sostituendo la musica presente durante i dialoghi.

## Riconoscimenti
Nel 1939 il National Board of Review of Motion Pictures l'ha inserito nella lista dei migliori dieci film dell'anno.